# 南关电影院
23°07′09″N 113°15′56″E / 23.11916°N 113.26545°E
南關電影院是一間位於廣東省廣州市越秀區的老牌戲院，門牌北京南路26號，占地面積760平方米，實用面積1500平方米。由於臨近珠江邊和北京路步行街，以前是廣州人的拍拖（約會）去處之一。影院建于1924年，1948年曾稱樂斯戲院，當時是專門放映未翻譯的西片，頗為興旺一時。1927年國民政府時期，南關戲院曾成為關押嫌疑犯的拘留所。
1949年後，戲院被新政府接收，成為廣州首批國營影院。1968年文革期間，影院曾改名為永紅電影院。1973年復名南關電影院。1980年代中期，影院多次做過解危加固及改造工程，除電影廳外，還開辦了舞廳和咖啡廳、電子遊戲室、卡拉OK，經營錄影、舞廳，西餐等項目。1999年，影院因定為危房，被列入廣州市13家影劇院改造工程計畫實施改造。2000年，由房管部門完成土建及構築消防水池等工程。之後一直空置，直到2010年重新開業，經營方投入近200萬元重新裝修，定下“懷舊”路線，僅保留1個影廳60多個座位，以放映懷舊電影為主，堅持使用上世紀沿襲下來的膠片放映機。據統計票房收入平均每天只有800元左右，每月亏损额达2.5万元。到2013年5月，影院再度閉門謝客。
到2017年南關電影院建築被西餐酒吧買入裝修，變成為「THE ONE時尚文化展示秀廠廣州旗艦店」。其於2017年2月13號正式對外開放營業，名為THE ONE 酒吧，建築變成古羅馬風格裝飾裝修的夜總會設施。